# تومي سميث (كرة سلة)
تومي سميث (بالإنجليزية: Tommy Smith)‏ مواليد 4 ديسمبر 1980 في فينيكس، هو لاعب كرة سلة أمريكي. بدأ مسيرته الاحترافية في سنة 2003. تم اختياره من قبل فريق شيكاغو بولز خلال الدرافت. يبلغ طوله 6 قدم 10 بوصة (2.1 م).

## روابط خارجية
- تومي سميث على موقع سبورتس رفرنس (الإنجليزية)
- تومي سميث على موقع كرة السلة الأوروبية.كوم (الإنجليزية)
- تومي سميث على موقع كلية كرة السلة في سبورتس رفرنس.كوم (الإنجليزية)
- تومي سميث على موقع ريلجم (الإنجليزية)
- تومي سميث على موقع بروبوليرز (الإنجليزية)
- تومي سميث على موقع سبورتس رفرنس (الإنجليزية)
- تومي سميث على موقع سبورتس رفرنس (الإنجليزية)